# Circuito Brasileiro de Voleibol de Praia Masculino Sub-21 de 2018
O Circuito Brasileiro de Voleibol de Praia Sub-21 de 2018, também chamado de Circuito Banco do Brasil de Vôlei de Praia Sub-21, foi a décima sexta edição da principal competição nacional de Vôlei de Praia na categoria Sub-21 na variante masculina, iniciada em 17 de fevereiro de 2018.

## Resultados

### Circuito Sub-21
| Evento                                                                  | Ouro                        | Prata                          | Bronze                         | Quarto lugar                  |
| 1ª Etapa João Pessoa, Paraíba 17 a 20 de fevereiro de 2018.             | André Danilo Matheus Filipe | Patrick Colombo Felipe Miranda | Renato Andrew Rafael Andrew    | Gabriel Pisco Lucas Lippi     |
| 2ª Etapa Rio de Janeiro, Rio de Janeiro 25 a 28 de junho de 2018.       | Renato Andrew Rafael Andrew | Gabriel Pisco Lucas Lippi      | Patrick Colombo Felipe Miranda | André Danilo Matheus Filipe   |
| 3ª Etapa Jaboatão dos Guararapes, Pernambuco 13 a 16 de agosto de 2018. | Renato Andrew Rafael Andrew | Gabriel Pisco Gabriel Cândido  | Patrick Colombo Felipe Miranda | André Danilo Matheus Filipe   |
| 4ª Etapa Manaus, Amazonas 4 a 6 de outurbo de 2018.                     | Renato Andrew Rafael Andrew | André Danilo Matheus Filipe    | Patrick Colombo Felipe Miranda | Gabriel Pisco Gabriel Cândido |